# Autonomia
|  | Per a altres significats, vegeu «Autonomia (desambiguació)». |

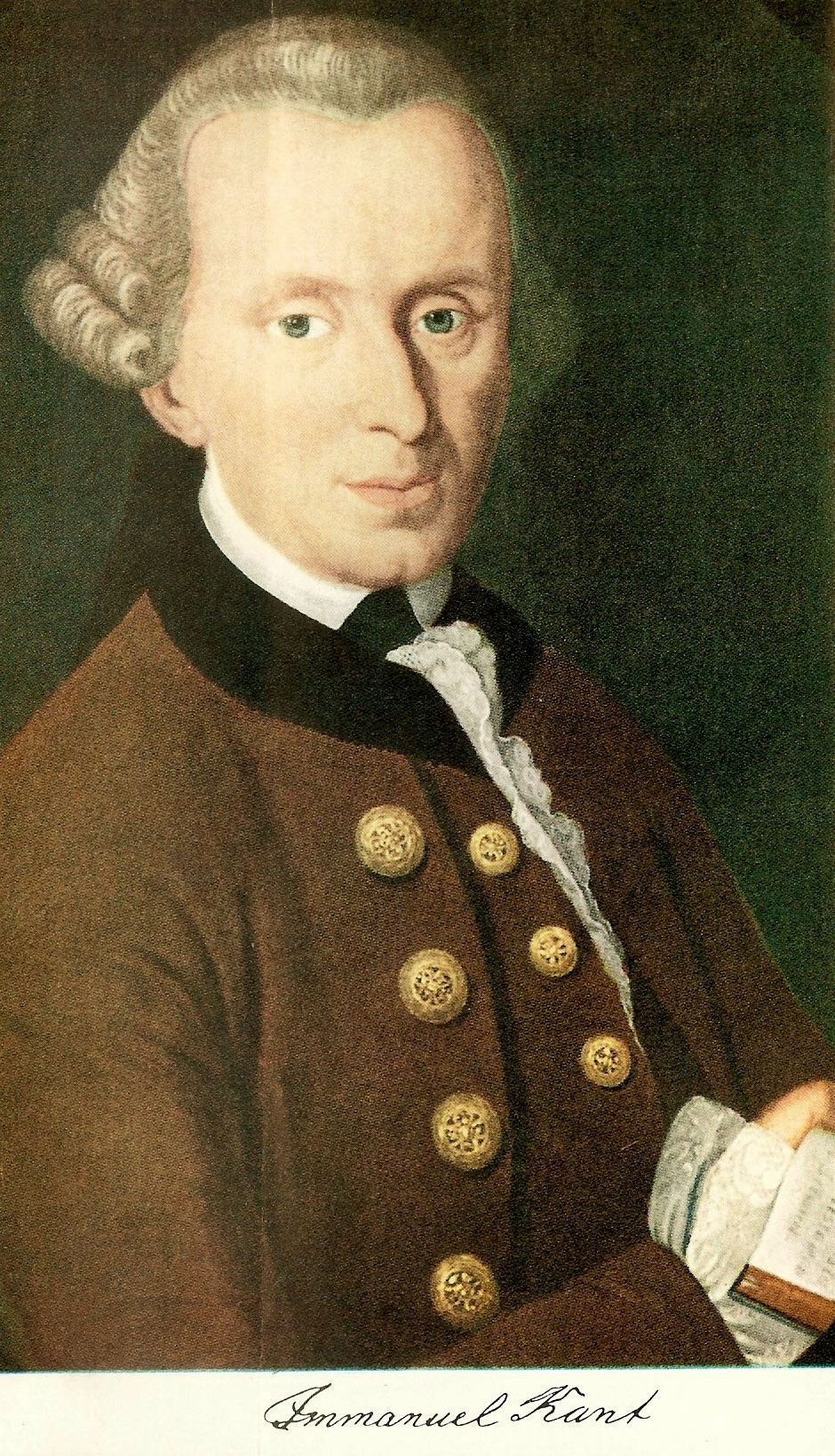
Immanuel Kant

L'autonomia, en la psicologia del desenvolupament i la filosofia moral, política i bioètica, és la capacitat de prendre una decisió de manera informada i sense coacció. Tot i que l'autonomia és un concepte antic (el terme deriva de les paraules gregues autos, que significa “ell mateix” i nomos, que significa “regla”), les concepcions més influents de l'autonomia són modernes, havent sorgit durant els segles XVIII i XIX en les filosofies d'Immanuel Kant i de John Stuart Mill. Per a Kant, una persona és autònoma només si les seves eleccions i accions no es veuen afectades per factors externs a si mateix. Així, una persona manca d'autonomia en la mesura que les seves eleccions o accions estan influenciades per les convencions, la pressió entre iguals, l'autoritat legal o religiosa, la voluntat percebuda de Déu, o fins i tot els seus propis desitjos.
Les organitzacions o institucions autònomes són independents o tenen autogovern.
L'autonomia també es pot definir des d'una perspectiva de recursos humans, on denota un nivell de discrecionalitat relativament alt atorgat a un empleat en la seva feina. En aquests casos, se sap que l'autonomia generalment augmenta la satisfacció laboral. Es creu que els individus autorealitzats operen de manera autònoma respecte a les expectatives externes. En un context mèdic, el respecte per l'autonomia personal del pacient es considera un dels principis ètics fonamentals en medicina.